# Francis Marion

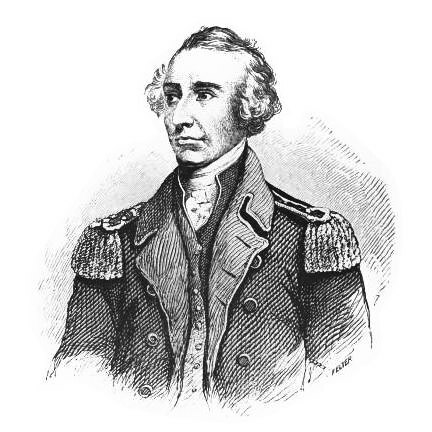
Francis Marion

Francis Marion (26 de fevereiro de 1732 - 27 de fevereiro de 1795) foi um general americano que serviu na Guerra de Independência dos Estados Unidos. Nascido na Carolina do Sul numa família de origem huguenote, foi tenente-coronel no Exército Continental e general-de-brigada na milícia da Carolina do Sul. O lugar do seu quartel-geral valeu-lhe a alcunha de Swamp Fox («Raposa do Pântano»). É conhecido pelo uso de armadilhas e emboscadas, pela perturbação das comunicações do inimigo, pela captura dos seu mantimentos, e pela libertação de prisioneiros. Marion é considerado como um dos primeiros adeptos das técnicas de guerrilha.
O filme "O Patriota" foi parcialmente inspirado pelos feitos militares de Francis Marion.[carece de fontes?]

## Guerra Francesa e Indiana
Marion iniciou sua carreira militar pouco antes de completar 25 anos. Em 1º de janeiro de 1757, Francis e seu irmão, Job, foram recrutados pelo Capitão John Postell para servir na Guarda Nacional da Carolina do Sul durante a Guerra Francesa e Indiana. Marion também serviu durante a Guerra Anglo-Cherokee.

## Fonte
- Xavier Eyma, Les trente-quatre étoiles de l'union américaine, Bruxelles, Leipzig [etc.] A. Lacroix, Verboeckhoven et cie. [etc.] 1862. OCLC 10721227